# Romanse i papierosy
Romanse i papierosy (ang. Romance & Cigarettes) – amerykański musical z 2005 roku w reżyserii Johna Turturro.
Film kręcono w Nowym Jorku w dniach od 22 marca do 21 maja 2004 roku.

## Fabuła
Nick Murder, lekko znudzony swoim życiem, przeciętny mężczyzna, nawiązuje namiętny romans z piękną, młodszą od siebie Tulą. Wkrótce ich znajomość wychodzi na jaw. Zraniona żona Nicka postanawia zemścić się na uwodzicielce. Zdradzonej kobiecie z pomocą przychodzi kuzyn Bo, ale zazdrosna Tula wcale nie ma zamiaru ułatwiać Nickowi powrotu do żony.

## Obsada
- James Gandolfini – Nick Murder
- Susan Sarandon – Kitty Kane
- Kate Winslet – Tula
- Steve Buscemi – Angelo
- Kumar Pallana – Da Da Kumar
- Christopher Walken – kuzyn Bo
- Mandy Moore – Baby
- Aida Turturro – Rosebud
- Mary-Louise Parker – Constance
- Eddie Izzard – Gene Vincent
- Bobby Cannavale – Fryburg
- Ivan Fatovic – ksiądz
- Amy Sedaris – Frances
- Barbara Sukowa – Gracie